# Kate Bush
Catherine "Kate" Bush, CBE, född 30 juli 1958 i Bexleyheath i Bexley i London (i dåvarande Kent), är en brittisk sångerska, låtskrivare, musiker, dansare och musikproducent. Hennes karaktäristiska sångsätt präglat av falsettsång, liksom en musikstil som blandade rock-, folk- och klassisk musik, ledde till att hennes debut 1978 fick stor uppmärksamhet. Branschtidningen Melody Makers läsare valde henne det året till "världens främsta sångerska" och den ljusa, kraftfulla rösten med omfattning av närmare fyra oktaver var för cover-artister närmast omöjlig att efterhärma.
Kate Bush har genom karriären i stort sett uteslutande framfört sin egen musik, presenterad genom hennes sång och ofta med piano. Hon skrev egen musik redan i de tidiga tonåren, och det första albumet The Kick Inside innehöll musik inspelad tre år tidigare. Musikkarriären inleddes med hjälp av Pink Floyds gitarrist David Gilmour, och debutsingeln "Wuthering Heights", 1980 års album Never for Ever och 1985 års singelhit "Running Up That Hill" har varit tre kommersiella höjdpunkter.
Sedan början av 1990-talet har hon i stort sett varit frånvarande från musikbranschen, och hennes enda riktiga konsertturné, The Tour of Life, genomfördes redan 1979. År 2014 återkom Kate Bush dock med en mindre serie snabbt utsålda konserter som ledde till stor uppmärksamhet. 2022 fick hennes musik en ny publik och renässans, via synlighet i TV-serier och sociala medier.

## Biografi

### Bakgrund
Kate Bush föddes sommaren 1958 i East Wickham sydöst om London, där familjen Bush bodde i en förortsmiljö med lantlig karaktär. Kates far var läkaren Robert Bush (1920–2008) och modern Hannah Daly (1918–1992), med irländsk bakgrund. Hon växte upp med sina två äldre bröder John Carder och Paddy, i en miljö där man ägnade sig åt musik, konst och litteratur. Redan i tidig ålder började Kate skriva dikter och sjunga till eget pianospelande.
År 1972 presenterade Ricky Hopper, en bekant till familjen verksam i musikbranschen, några av Kate Bushs demoband för flera större skivbolag. Inget konkret kom ut av det, förutom att Hopper samma år introducerade hennes musik för David Gilmour, gitarrist i rockgruppen Pink Floyd. Gilmour blev intresserad och gick med på att hjälpa till med den unga Kate Bushs musikaliska utveckling. Året efter spelade man in flera av Kate Bushs sånger, inklusive "Passing through Air" som 1980 skulle ges ut på B-sidan av singeln "Army Dreamers".
I juni 1975 spelade Kate Bush in flera sånger vid Londons AIR Studios, på David Gilmours bekostnad. Två av låtarna, "The Man with the Child in His Eyes" och "Saxophone Song", hamnade tre år senare på Bushs debutalbum The Kick Inside. Samma sommar deltog hon i dansundervisning hos mimartisten Lindsay Kemp. Senare under året avslutade hon sin allmänna skolgång, samtidigt som hon intresserade sig alltmer för musik och dans. Under sommaren inleddes också förhandlingar med EMI om ett skivkontrakt.
När skivkontraktet slutligen undertecknades i juli 1976 fick Kate Bush ett förskott på 3 000 pund för att vidareutveckla sin talang. I april 1977 bildade syskonen Kate och Paddy Bush – tillsammans med Paddys vänner Del Palmer, Brian Bath och Vic King – en rockgrupp med namnet KT Bush Band. De framträdde under tre månaders tid på pubar och klubbar i Londonområdet, med både rockklassiker och ett urval av Kate Bushs egna kompositioner. Under sommaren samma år genomfördes inspelningen av albumet The Kick Inside.

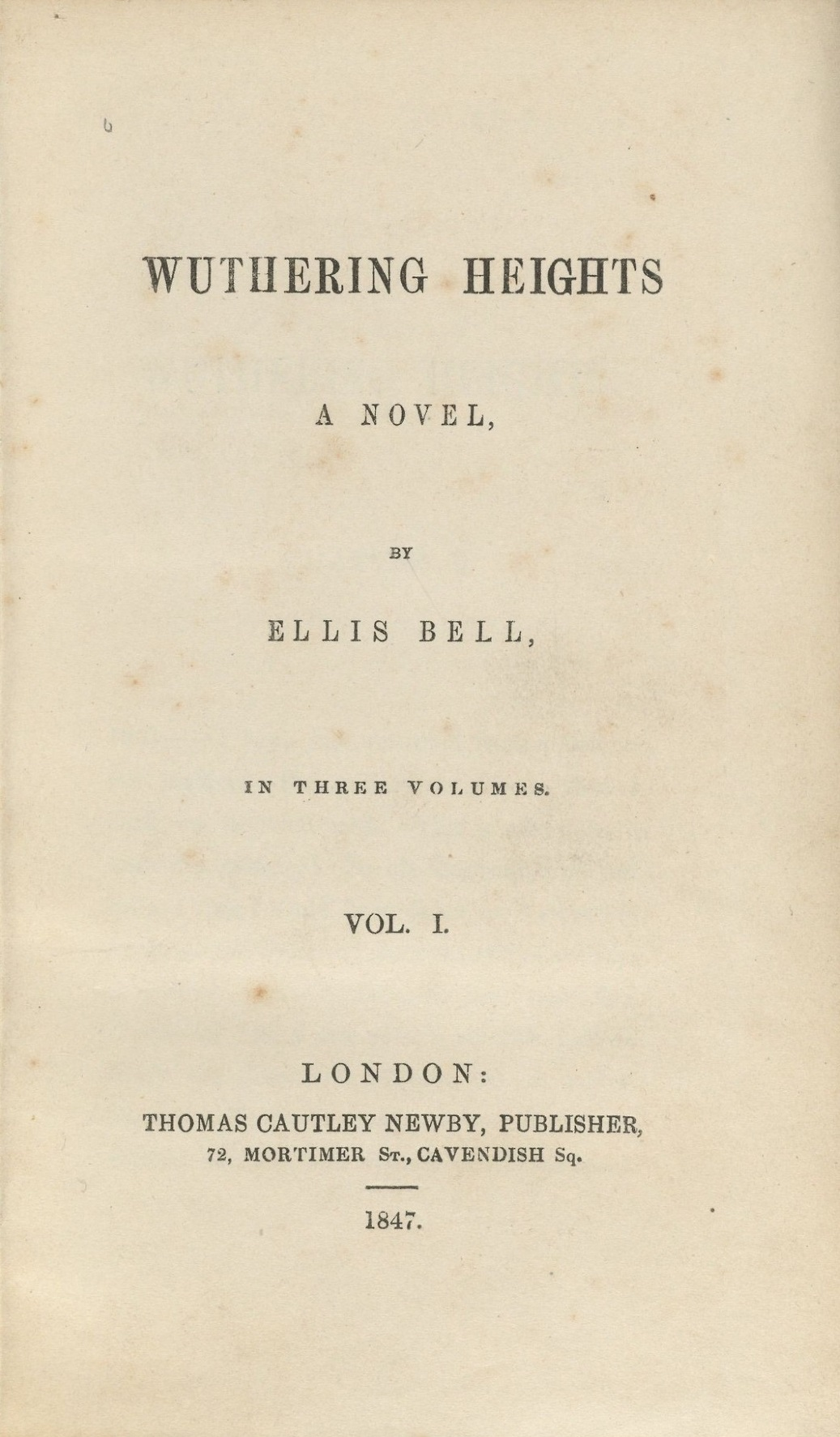
Temat på debutsingeln "Wuthering Heights" var direkt hämtat från Emily Brontës roman Svindlande höjder.

### Debut och genombrott
Skivbolaget EMI distribuerade ett demoband till en rad brittiska radiostationer där Bush med sin karaktäristiska falsettröst framförde låten "Wuthering Heights", en dramatisk poplåt inspirerad av Emily Brontës roman Svindlande höjder, och den spelades flitigt i november och december 1977. I januari 1978 kom den ut på singel och i mars nådde den förstaplatsen på den brittiska singellistan där den blev kvar i fyra veckor. 19-åriga Kate Bush blev därmed första brittiska kvinnliga artist med en egenskriven listetta. Hennes första TV-framträdande skedde 9 februari i det tyska nöjesprogrammet Bios Bahnhof, och därefter följde flera framträdanden i brittisk TV. Debutalbumet The Kick Inside, som hade getts ut i februari och där Bushs insatser på sång och piano kompletterades av ett antal etablerade musiker från The Alan Parsons Project och Pink Floyd, nådde i april tredjeplatsen på brittiska albumlistan.
I november 1978 utgavs Kate Bushs andra album Lionheart. En månad senare gjorde hon sitt första och hittills enda amerikanska framträdande i TV-showen Saturday Night Live. Under april och maj 1979 genomförde hon sin kritikerrosade och välbesökta turné Tour of Life. Förutom en lång rad brittiska orter besöktes även konsertlokaler i Sverige, Danmark, Nederländerna, Tyskland och Frankrike. Turnén var en ambitiös produktion som blandade musik, dans, mim, burlesk, teater och bildprojektioner på ett omsorgsfullt utformat scenbygge, men den kom att bli Bush sista då hon inte uppskattade det hektiska turnélivet.

### 1980-talet
I juni 1980 nådde Kate Bush femteplatsen på den brittiska singellistan med låten "Babooshka"; den blev en hit i flera länder och innebar hennes största singelframgång sedan "Wuthering Heights". Singeln var en försmak av albumet Never for Ever, som när det gavs ut i september samma år gick direkt in som nummer ett på den brittiska försäljningslistan och därmed blev Bushs första album att nå den placeringen.
Kate Bush hade haft en intensiv period sedan debuten tre år tidigare. Hon hade tre storsäljande album bakom sig, en lång rad singelutgåvor plus en omfattande turné och mängder av TV-framträdanden. Efter 1980 års Never for Ever tog hon en medveten paus, i akt och mening att vidareutveckla sin musik och ta större kontroll över produktionen. 
Singeln "Sat in Your Lap" som släpptes i juni 1981 var ett tydligt avsteg från hennes tidigare stil:  en mer avancerat arrangerad rocklåt i Peter Gabriels anda. Hon stod som ensam producent och experimenterade flitigt med ljud och presentationssätt på bekostnad av skivförsäljningen; det följande albumet The Dreaming är Bushs sämst säljande men det nådde ändå en tredje plats på den brittiska albumlistan.
1983 flyttade Kate Bush in i sin egen nybyggda studio, vilket gav henne ytterligare frihet i sitt musikskapande. Under 1984 kom hon att tillbringa mycket tid i studion med inspelningarna till sitt femte album. I augusti 1985 framträdde hon på brittisk TV (BBC) med "Running Up That Hill", hennes första brittiska singel sedan 1982. Den rytmiskt medryckande låten blev som listtrea en stor framgång och förde åter Kate Bush in i mediernas strålkastarljus. Det relativt lättillgängliga albumet Hounds of Love gavs ut månaden efter och gick direkt in på förstaplatsen på albumlistan där det blev kvar i fyra veckor.
| Dawn French och Hugh Laurie spelade två av rollerna i musikvideon till "Experiment IV". |  | Dawn French och Hugh Laurie spelade två av rollerna i musikvideon till "Experiment IV". |
| Dawn French och Hugh Laurie spelade två av rollerna i musikvideon till "Experiment IV". |  |                                                                                         |

Under oktober 1985 syntes Kate Bush flitigt på MTV. I musikvideon till låten "Cloudbusting" framträdde hon som son till en uppfinnare spelad av Donald Sutherland, och i duett med Peter Gabriel framförde de hans framgångsrika "Don't Give Up". I slutet av månaden presenterade Kate Bush singeln "Experiment IV"; en egenregisserad dramatisk musikvideo handlar om den militära idén att uppfinna ett ljud som kan döda. I videon syns bland andra Dawn French, Hugh Laurie och Peter Vaughan.

### Sent 1980-tal och tidigt 1990-tal
I november 1986 kom det framgångsrika samlingsalbumet The Whole Story. Det toppade ett par månader senare den brittiska albumlistan under tre veckor.
I februari 1987 kunde den nyskrivna Kate Bush-låten "Be Kind to My Mistakes" höras på ljudspåret till Nicolas Roegs dramafilm Castaway. Samma år framträdde Kate Bush också på välgörenhetskonserterna The Secret Policeman's Third Ball. Ytterligare en film fick under året specialskriven musik av Kate Bush – John Hughes romantiska komedi She's Having a Baby. Låten, "This Woman's Work", återkom 1989 på hennes album The Sensual World. Det här något mer introspektiva albumet utmärktes bland annat av ett flitigt bruk av bulgariska kvinnokörer.
Kate Bush framträdde i november 1990 för över 1200 fans på Kate Bush Convention i London, där hon bland annat offentliggjorde planer på en turné under kommande år. Den turnén kom dock aldrig att förverkligas. Under 1991 bidrog hon dock med sin cover på Elton Johns "Rocket Man" till hyllningsalbumet Two Rooms; den skulle senare nå en andraplacering på singellistan i Australien, och röstas fram av tidningen Observers läsare till tidernas bästa cover.

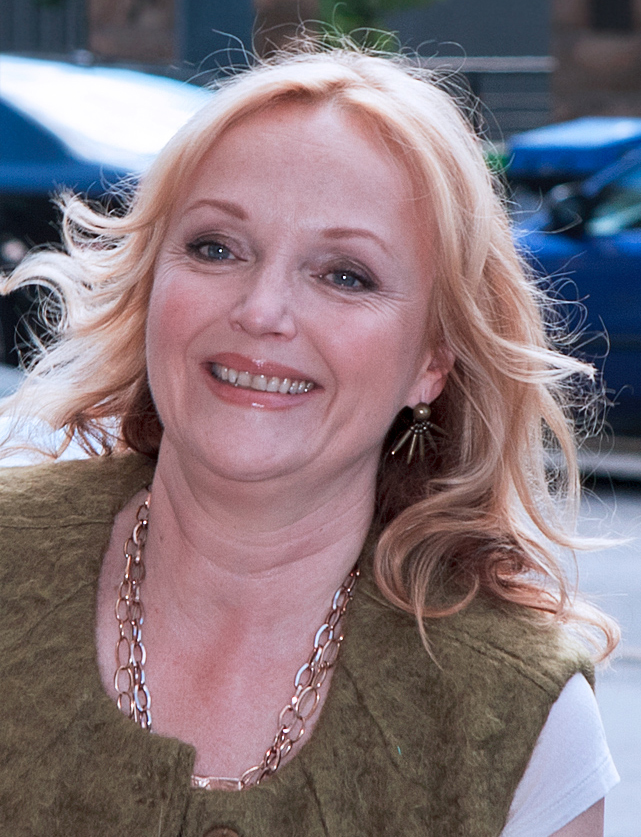
Miranda Richardson syntes i Kate Bushs kortfilm The Line, The Cross and The Curve.

År 1993 återkom Kate Bush till albumlistorna (12:e plats på brittiska listan) med The Red Shoes. Kate Bushs dansinspirerade kortfilm The Line, The Cross and The Curve, med teman och musik från albumet och Miranda Richardson i en av rollerna, hade premiär under Londons filmfestival i november. Singeln "Rubberband Girl" från albumet nådde stora listframgångar i USA.

### Tolv tysta år
Efter 1993 trädde Kate Bush i stort sett tillbaka från musiklivet. Vid sidan av enstaka låtbidrag och deltaganden på bland annat konstutställningar höll hon en låg profil, och Bush-fans var själva bristen på nyheter något som uppmärksammades stort.
År 2003 avslöjades att Kate Bush 1998 fått sonen Bertie McIntosh, tillsammans med gitarristen Danny McIntosh.

### Senare år
2005 gjorde Kate Bush en oväntad comeback med det uppmärksammade mycket rosade dubbelalbumet Aerial. Albumet präglas av låtar om "intressanta vardagshändelser", och den andra skivan ägnas helt åt ett konceptverk med titeln "A Sky of Honey" där i princip ingenting händer – fast väldigt vackert. Skivan präglas av stråkarrangemang, pianostycken av hymnkaraktär, körer och enstaka infall med flamenco. Hela albumet kännetecknas av att det gjorts utan koppling till musikaliska trender, med influenser både från Pink Floyd och funk. I singellåten "King of the Mountain" ägnade sig Bush åt att imitera Elvis Presley. Albumet rosades på sina håll för sin höga konstnärliga nivå och jämfördes bland annat med 1985 års Hounds of Love. Det nådde tredje plats på brittiska albumlistan och tiobästalistan i många andra europeiska länder.

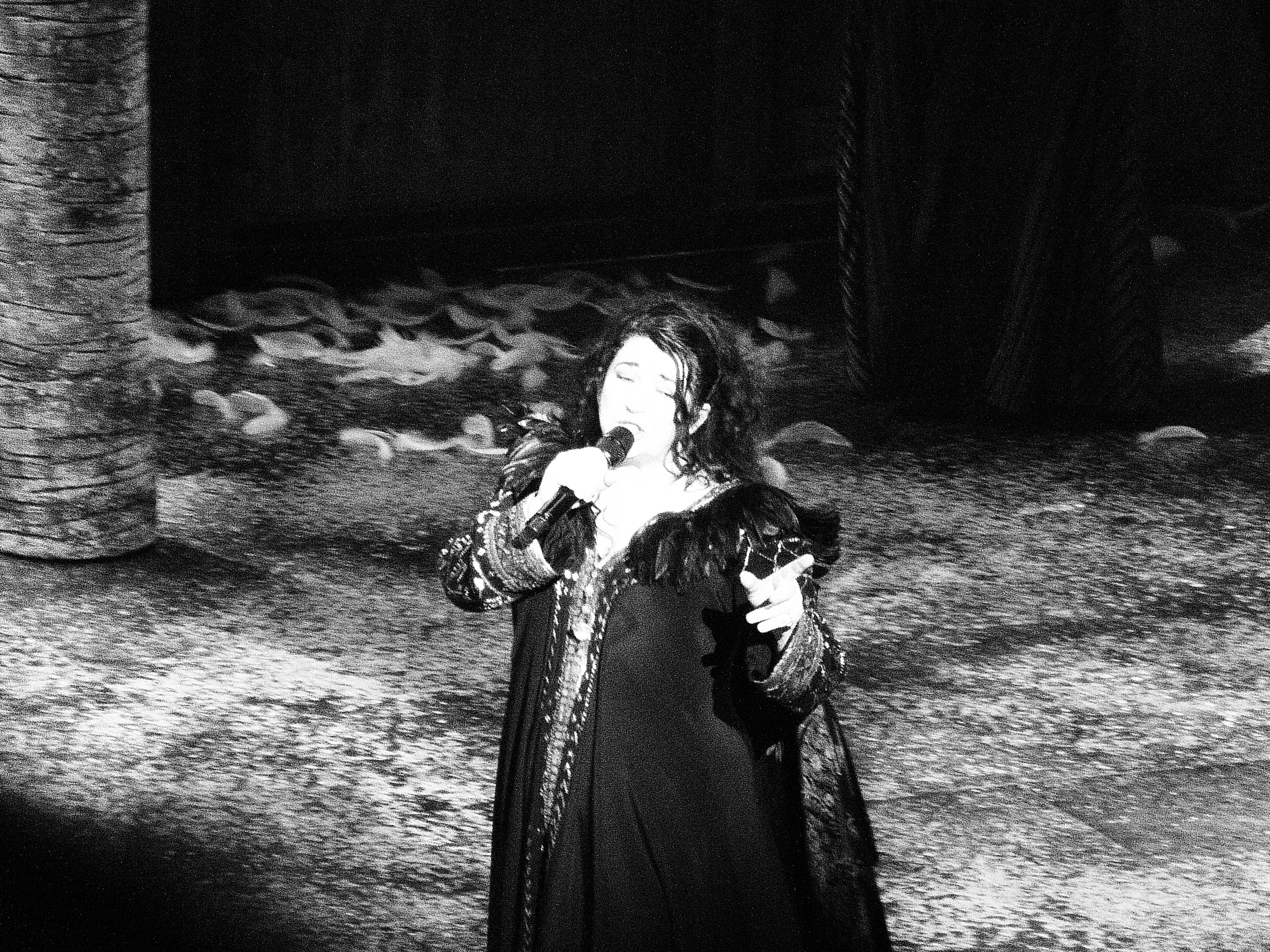
Bush på Hammersmith Apollo, 2014.

2011 återkom Kate Bush med två album. Det var dels Director's Cut, med omredigeringar av tidigare material från albumen The Sensual World (fyra låtar) och The Red Shoes (sju låtar). Tre av låtarna var helt nyinspelade, och flera av låtarna transponerades till en lägre tonart för att bättre passa Bushs mer mogna sångröst. Till skillnad från den digitalt inspelade The Red Shoes var allt det inspelade materialt gjort med analog utrustning, vilket enligt Kate Bush gav musiken ett "varmare och fylligare sound". Albumet var det första på det egna skivbolaget Fish People.
Samma år presenterade hon studioalbumet 50 Words for Snow, sju låtar på sammanlagt 65 minuter,med gästframträdanden av Elton John, Stephen Fry och sonen Albert. Den första singeln var "Wild Man", en historia om en expedition i snömannen spår och som efter upptäckten sopar igen spåren efter sig och snömannen. Albumet nådde plats fem på brittiska albumlistan.
I mars 2014 meddelade Bush att en längre turné i London skulle genomföras, den första på 35 år. Turnén kallades Before the Dawn och premiären ägde rum tisdagen 26 augusti på Hammersmith Apollo i London. Turnén pågick till och med 1 oktober. Biljetterna till invigningskonserten såldes slut på 15 minuter. Parallellt med den stora uppmärksamheten omkring de för Kate Bush högst ovanliga konserterna ökade intresset för all hennes musik, och några dagar senare fanns åtta av hennes album samtidigt på den brittiska albumlistan.
2018 – fyrtio år efter presentationen av "Wuthering Heights" – deltog Kate Bush i bygget av ett minnesmärke efter systrarna Brontë i Yorkshire Moors. De fyra stenmonumenten pryddes av specialskrivna stycken av poeterna Carol Ann Duffy och Jackie Kay samt Kate Bush.

### Renässans på 2020-talet
Våren 2022 skedde ett förnyat intresse för hennes musik, i samband med att "Running Up That Hill" figurerade i säsong 4 av Netflix-serien Stranger Things. 17 juni gick låten upp på brittiska topplistans förstaplats – 37 år efter att låten ursprungligen släpptes.  Samtidigt blev låten den mest strömmade låten Spotify i USA, Storbritannien, Irland, Kanada, Australien, Nya Zeeland och globalt.
Detta var den första listettan för Bush i Storbritanniens sedan 1978 års debut "Wuthering Heights". Låten slog samtidigt rekordet för längst tid mellan listettor för en artist; förra noteringen hölls av Tom Jones med 42 år. Hon slog som 63-åring rekordet som äldsta artisten med en brittisk listetta (Cher hade det tidigare rekordet). Det förnyade intresset för hennes musik, som också påverkat andra av hennes låtar, kopplas samman med Generation Z som inte var född under hennes storhetstid på 1980-talet. "Running Up That Hill" har under året synts och hörts i många videor på sociala medier-plattformen Tiktok. Kate Bush, vars utforskande och gränsöverskridande musik på 1980-talet i många läger sågs som okvinnlig, kopplas även samman med de yngre generationernas mer jämställda syn på könsroller.
På den amerikanska Billboard Hot 100-listan nådde låten 16 juni fjärde plats, vilket innebar Kate Bush' första topp-10-notering i USA. Även album med Kate Bush steg eller återinträdde på ett antal internationella topplistor.

## Stil och teman
Kate Bush har en sopranröst. Hennes musik är mångskiftande, med varierande stilar mellan låtarna, och stilen varierar mellan rock, pop, alternativ rock och konstrock. Redan i tidiga år, där piano var hennes huvudsakliga instrument, vävde hon samman diverse olika influenser och kombinerade klassisk musik, rock och en stor mängd motiv med etnisk och folkmusikbakgrund. Detta blandande av stilinfluenser och experimenterande har fortsatt genom karriären.

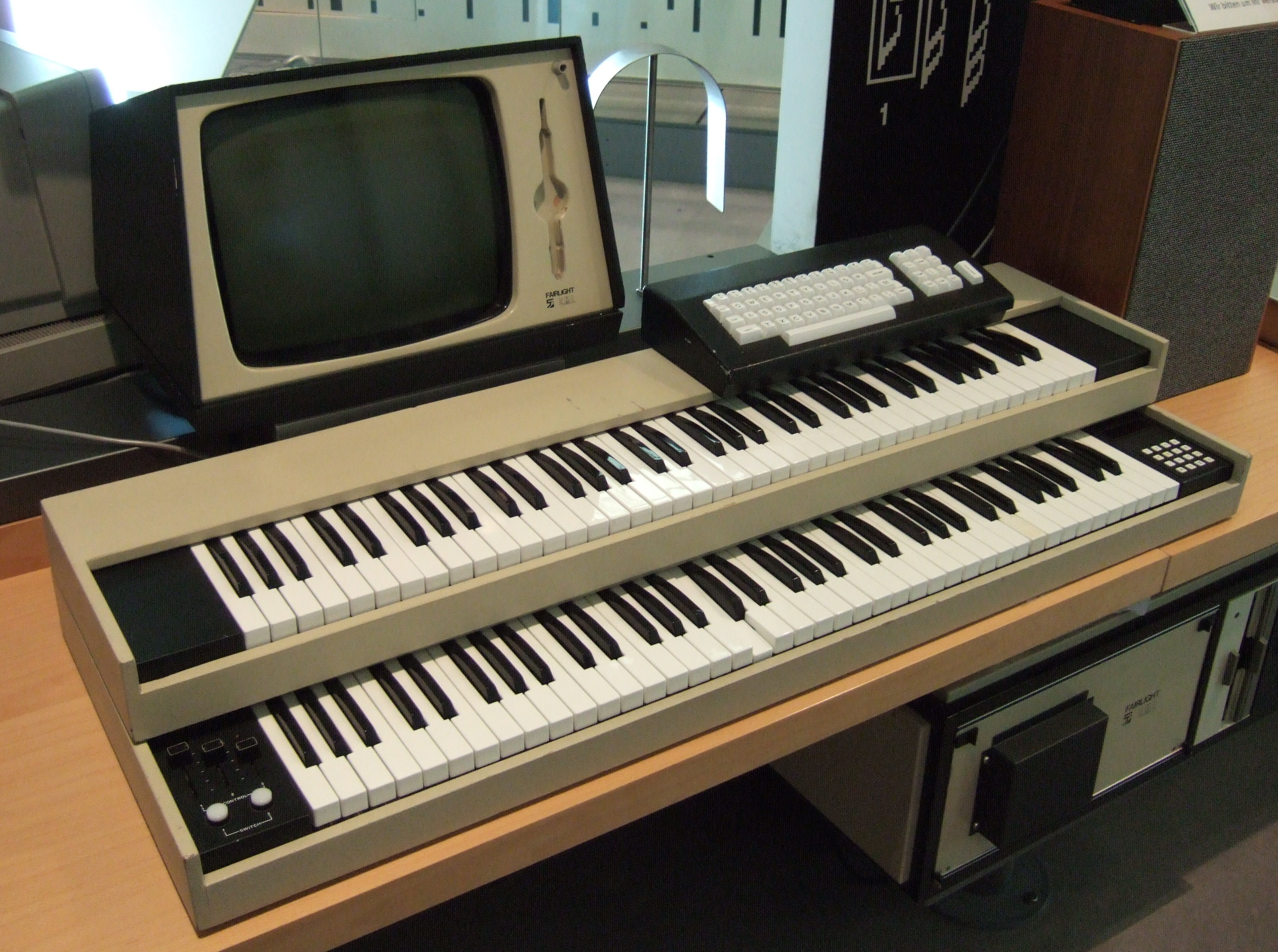
På 1982 års The Dreaming mötte den nya samplingstekniken aboriginernas didjeridu.

I en intervju med Melody Maker 1977 avslöjade hon att manliga musiker haft större påverkan på hennes musik än kvinnliga diton: "Alla kvinnor vid ett piano verkar vara antingen Lynsey de Paul eller Carole King. Och den mesta manliga musiken – inte allt men det som är bra – är mer direkt och personligt. Det är mer påträngande, och det är mer så som jag vill ha musiken. Jag vill att musiken ska tränga sig på. Det är inte många kvinnor som lyckas med det."
Den experimentella naturen hos hennes musik har fått många att beskriva den som en sentida, mer teknologisk och mer tillgänglig företrädare för den brittiska progressiva rock-rörelsen. Den mest inflytelserika och mest framgångsrika delen av den progressiva rörelsen hade sina rötter i södra delen av England (Kate Bush är född och uppvuxen i Londonområdet). Hennes röst innehåller element från brittisk, anglo-irisk och inte minst sydengelska accenter, och med sin användning av musikinstrument från många olika perioder och kulturer skiljer sig musiken från den amerikanska popmusiknormen. Hon anser sig själv vara en historieberättare som förkroppsligar de personligheter som låttexterna handlar om; men på samma gång förnekar hon andras påståenden att sångerna skulle vara självbiografiska.
Recensenterna har använt det engelska ordet "surreal" (på svenska "övernaturlig") för att beskriva hennes musik. Många av hennes sånger har en melodramatisk känslosamhet och musikalisk surrealism som är svår att kategorisera. Även de mer glättade styckena är ofta bemängda med spår av melankoli.

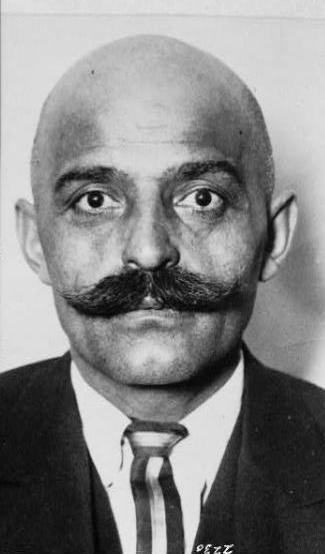
Ockultisten Georgij Gurdzjijev är en av många esoteriska figurer i Kate Bush låttexter.

Kate Bushs låttexter har genom åren behandlat en mängd olika ämnen, och de är relativt ofta av det esoteriska eller obskyra slaget – som i "Them Heavy People" (1978) och dess referens till Georgij Gurdzjijev. "Cloudbusting" (1985) var inspirerad av Peter Reichs självbiografi och hans relation till sin egen far Wilhelm Reich. I en retrospektiv recension av "Cloudbusting" hyllade Allmusic-skribenten Amy Hanson den för "all den inre bildrikedom som Bush har grävt fram genom sin karriär, bilder som både är av det ömma och av det mer brutala slaget". Hanson fortsatte: "än mer anmärkningsvärt – fast knappast särskilt överraskande – är den lätthet med vilken Bush lyckades fånga det ögonblick när ett barn första gången inser att vuxna kan misslyckas och förstår hur tunn föräldrarnas skyddande kokong i verkligheten är".

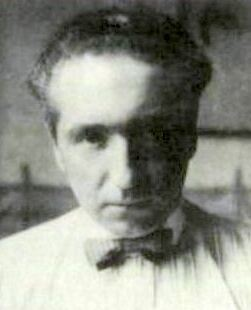
Låten "Cloudbusting" är inspirerad av relationen mellan Wilhelm Reich och hans son Peter.

Kate Bush har också hämtat en hel del influenser från komedier. Hon har nämnt Woody Allen, Monty Python, Pang i bygget och Våra värsta år som personliga favoriter. Skräckfilm är ett annat av hennes intressen, och hon har använt liknande teman i ett antal av sina låtar, som i "Hound of Love" – inspirerad av filmen Demonens förbannelse från 1957. Hennes sånger har ibland kombinerat komedi och skräck i skapandet av svart humor, som vid giftmordet i "Coffee Homeground", den alkoholiserade modern i "Ran Tan Waltz" och "The Wedding List", den sistnämnda inspirerad av François Truffauts film Bruden bar svart.
1983 noterade New Musical Express att Bush inte var rädd för att ge sig på ämnen som anses tabu och/eller känsliga. "The Kick Inside" är baserad på en traditionell engelsk folksång betitlad "The Ballad of Lucy Wan", där en graviditet förorsakad av incest leder till ett självmord. "Kashka from Baghdad" handlar om ett manligt homosexuellt par, och brittiska HBTQ-tidningen Out har listat två av hennes album bland de 100 "homoigaste" albumen genom tiderna. "The Infant Kiss" handlar om en hemsökt och labil kvinnas närmast pedofila förtjusning över en ung pojke i hennes vårdnad, medan "Breathing" utforskar effekterna av radioaktiv nedfall ur ett ofött barns perspektiv.

## Betydelse och framgångar

### Rekord och utmärkelser
Med sin debutsingel "Wuthering Heights" blev Kate Bush den första brittiska kvinnan med en egenskriven listetta.
Med 1980 års album Never for Ever blev hon den första kvinnliga brittiska solomusiker som toppade den brittiska albumlistan samtidigt som hon blev den första kvinnliga musikern som gick direkt in på första plats på listan. Bush är också den första (och hittills enda) kvinnliga artist som haft topp 5-album på de brittiska listorna fem årtionden i sträck.
Sedan debuten har hon gett ut tio album, varav tre toppat den brittiska albumlistan. Hon har haft 25 brittiska topp 40-singlar, inklusive topp 10-låtarna "Wuthering Heights", "The Man with the Child in His Eyes", "Babooshka", "Running Up That Hill", "Don't Give Up" (en duett med Peter Gabriel) och "King of the Mountain".
1987 vann hon en Brit Award som Bästa kvinnliga brittiska soloartist, och 2002 belönades hennes kapacitet som låtskrivare med en av årets Ivor Novello Awards för Enastående insatser för brittisk musik. Hon har under sin karriär även nominerats till tre Grammy Awards.
2013 utsågs Bush till Commander av Brittiska imperieorden. Hon mottog utnämningen ur drottning Elizabeth II:s hand den 10 april 2013 vid ett besök på Windsor Castle.
Augusti 2014 blev hon den första kvinnliga artist som samtidigt hade åtta album på den officiella brittiska topp 40-listan för album.
När "Running Up That Hill" i juni 2022 gick upp på UK Singles Charts första plats noterades Bush för tre samtidiga rekord: längst tid mellan förstaplaceringar (44 år efter "Wuthering Heights"), längst tid för en låt att nå första plats efter sin utgivning (37 år) och äldsta kvinna att toppa listan (63 år och 11 månader).

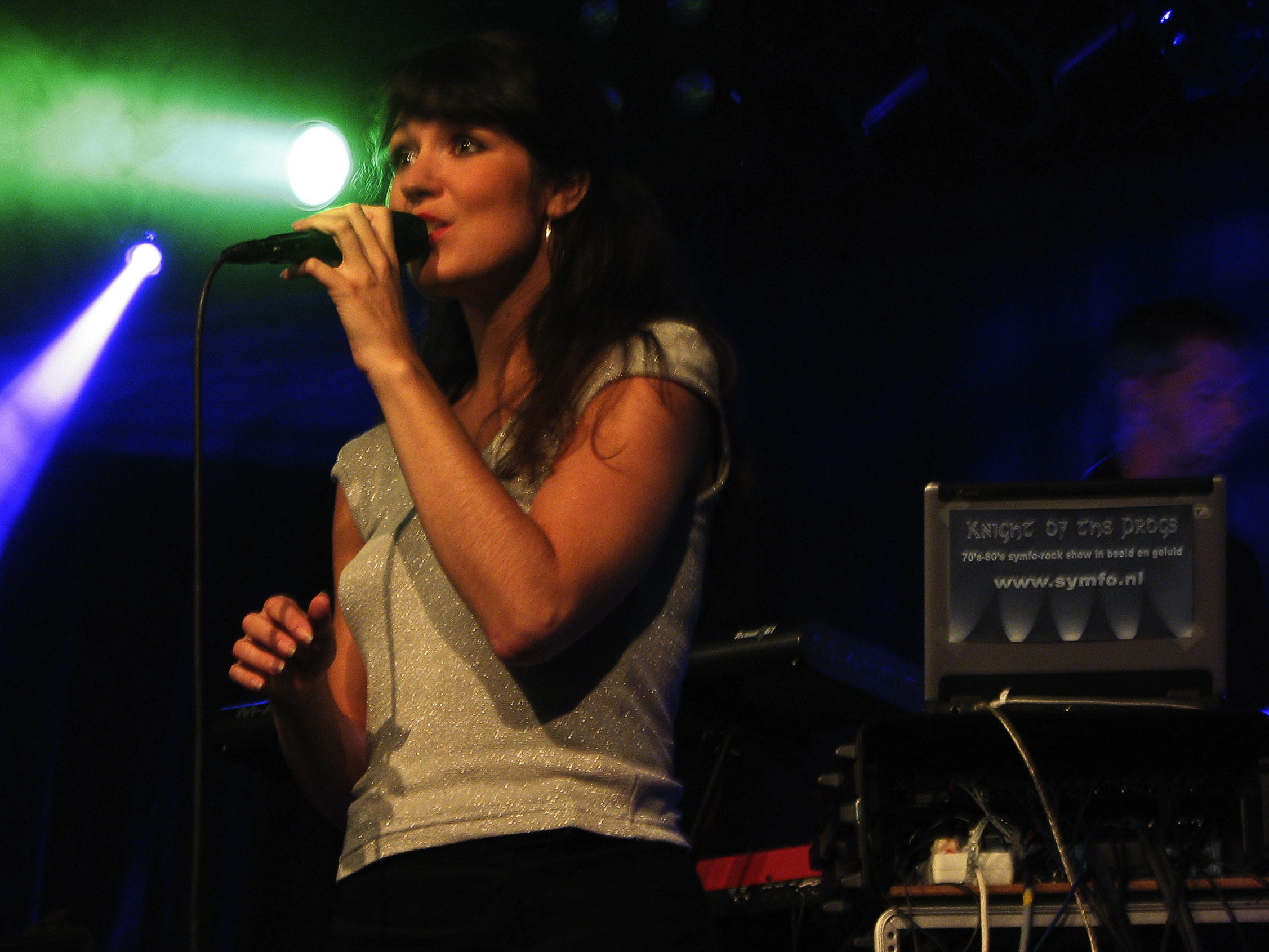
Den nederländska covergruppen Knight of the Progs sjunger ofta Kate Bush-musik på sina konserter.

### Influerade artister
Kate Bush har vid flera tillfällen varit föremål för hyllningsframträndanden i sin egen anda. Både 2008 (året då hon fyllde 50 år) och 2009 framförde den progressiva nederländska covergruppen Knight of the Progs (jämför Night of the Proms) musik av Kate Bush, Genesis, Pink Floyd och Yes.
Ett antal musiker har direkt eller indirekt inspirerats av Bushs musik och musikaliska stil. Den amerikanska singer-songwritern Happy Rhodes har kombinerat sångstilen (inklusive den utpräglat sydengelska dialekten) med ett vokalt register från sopran till bas. Tori Amos har många gånger jämförts med Kate Bush. Hon upptäckte Bush under tidigt 80-tal och har själv erkänt likheterna i deras sångteknik. Samtidigt aktade hon sig för att kopiera hela Bushs musikstil. Även den isländska sångerskan Björk har uttalat sig om jämförelserna mellan henne och Bush.

### Kulturell betydelse
Inom HBTQ-rörelsen har Kate Bush länge haft en stor betydelse. Med sin lätthet att ta sig an personliga och existentiella ämnen och sin för sin tid mycket "okvinnliga" sångstil och egensinnighet, personifierade hon för många unga med annorlunda identitet deras utanförskap. Bush har ett flertal gånger utnämnts till queer- eller HBTQ-ikon. Själv föregicks hon, i sin queera och gränsöverskridande framtoning, av David Bowie.
Kate Bush egensinniga musikstil och låttexter har lett till stor hängivenhet från en del av hennes publik. 2013 arrangerades Shambush's The Ultimate Kate Bush Experience, en performance i samband med Brighton-festivalen Brighton Fringe där hundratals personer samtidigt klädde upp sig som sin musikidol. Detta inspirerade tre år senare till det återkommande och internationellt synkroniserade evenemanget The Most Wuthering Heights Day Ever, en minnesdag där man samlas och försöker återskapa musikvideon för "Wuthering Heights". Vid 2021 års arrangemang samlades folk vid 30 platser på tre kontinenter. 2022, efter den förnyade uppmärksamheten kring Kate Bush och hennes musik, deltog ett hundratal personer i den svenska grenen av evenemanget, där de den 30 juli i sina röda kläder – som en stor flashmob – sprang uppför Uppsala högar.

## Diskografi

### Studioalbum
- 1978 – The Kick Inside
- 1978 – Lionheart
- 1980 – Never for Ever
- 1982 – The Dreaming
- 1985 – Hounds of Love
- 1989 – The Sensual World
- 1993 – The Red Shoes
- 2005 – Aerial
- 2011 – Director's Cut
- 2011 – 50 Words for Snow

### Liveinspelningar
- 1994 – Live at Hammersmith Odeon (inspelat 1979)
- 2016 – Before the Dawn

### Samlingsalbum
- 1984 – The Single File 1978~1983
- 1986 – The Whole Story
- 1990 – This Woman's Work: Anthology 1978–1990 (samlingsbox)
- 2000 – The Ultra Selection

### Hitsinglar
(topp 10 på UK Singles Chart)
- 1978 – "Wuthering Heights" (#1)
- 1978 – "The Man with the Child in His Eyes" (#6)
- 1980 – "Babooshka" (#5)
- 1985 – "Running Up That Hill" (#3)
- 1986 – "Don't Give Up" (med Peter Gabriel) (#9)
- 2005 – "King of the Mountain" (#4)
- 2012 – "Running Up That Hill" (2012 Remix) (#6)